# Marathon van Madrid 1992
De marathon van Madrid 1992 werd gelopen op zondag 26 april 1992. Het was de vijftiende editie van deze marathon.
De overwinning bij de mannen ging naar de Tanzaniaan Philbert Nada Saktay. Met zijn tijd van 2:14.17 bleef hij Osmiro Dasilva uit Brazilië een kleine halve minuut voor. Bij de vrouwen was de Wit-Russische Yekaterina Khramenkova het snelste. Zij won de wedstrijd in 2:35.30 met grote overmacht, want Nadezhda Gumerova uit Kazachstan kwam ruim elf minuten later binnen.

## Uitslagen

### Mannen
| rang   | naam                 | land | tijd    |
| ------ | -------------------- | ---- | ------- |
| Goud   | Philbert Nada Saktay | TAN  | 2:14.17 |
| Zilver | Osmiro Dasilva       | BRA  | 2:14.39 |
| Brons  | Vicente Anton        | ESP  | 2:16.55 |
| 4      | Sergey Krestyaninov  | RUS  | 2:17.44 |
| 5      | Benali Makhlouf Neji | TUN  | 2:18.22 |
| 6      | Marc Deblander       | BEL  | 2:19.09 |
| 7      | Volmir Herbstrith    | BRA  | 2:19.35 |
| 8      | Domingos Barroso     | POR  | 2:20.24 |
| 9      | Jose Jorge Herrera   | ESP  | 2:21.15 |
| 13     | Pablo Camarero       | ESP  | 2:23.11 |
| 15     | Enrique Cortinas     | ESP  | 2:24.13 |
| 16     | Ryszard Misiewicz    | POL  | 2:24.48 |

### Vrouwen
| rang   | naam                   | land | tijd    |
| ------ | ---------------------- | ---- | ------- |
| Goud   | Yekaterina Khramenkova | BLR  | 2:35.30 |
| Zilver | Nadezhda Gumerova      | KAZ  | 2:46.36 |
| Brons  | Elena Cobos            | ESP  | 2:48.44 |
| 4      | Irina Ruban            | RUS  | 2:53.43 |
| 5      | Joaquina Casas         | ESP  | 2:54.28 |
| 6      | Carmen Mingorance      | ESP  | 2:55.52 |
| 7      | Maria Kawiorska        | POL  | 2:55.59 |

1978 ·
1979 ·
1980 ·
1981 ·
1982 ·
1983 ·
1984 ·
1985 ·
1986 ·
1987 ·
1988 ·
1989 ·
1990 ·
1991 ·
1992 ·
1993 ·
1994 ·
1995 ·
1996 ·
1997 ·
1998 ·
1999 ·
2000 ·
2001 ·
2002 ·
2003 ·
2004 ·
2005 ·
2006 ·
2007 ·
2008 ·
2009 ·
2010 ·
2011 ·
2012 ·
2013 ·
2014 ·
2015 ·
2016 ·
2017